# Re kommun
Re kommun (norska: Re kommune) var en kommun i Vestfold fylke med Revetal som centralort. Den gränsade i norr till Holmestrands kommun, i öster till Hortens kommun, i söder till Tønsbergs kommun och Sandefjords kommun, samt i väster till Larviks kommun.

## Administrativ historik
Kommunen bildades 1 januari 2002 genom sammanläggning av kommunerna Våle och Ramnes. Re valdes som kommunnamn, emedan det var det mest välkända ortnamnet i den nya kommunen. Slaget på Re (1177) omtalas i Snorre Sturlasons saga Heimskringla. Den avslutas med en skildring av slaget på Re mellan kung Magnus Erlingsson och birkebeinerkungen Øystein Øysteinson. Området slaget stod på antas ligga mellan kyrkan och prästgården i Ramnes.
2020 slogs kommunen ihop med Tønsbergs kommun. Ön Langøya samt området närmast Oslofjorden tillföll dock Holmestrands kommun.

Ramnes kommunvapen från 1976.
Våles kommunvapen från 1990.

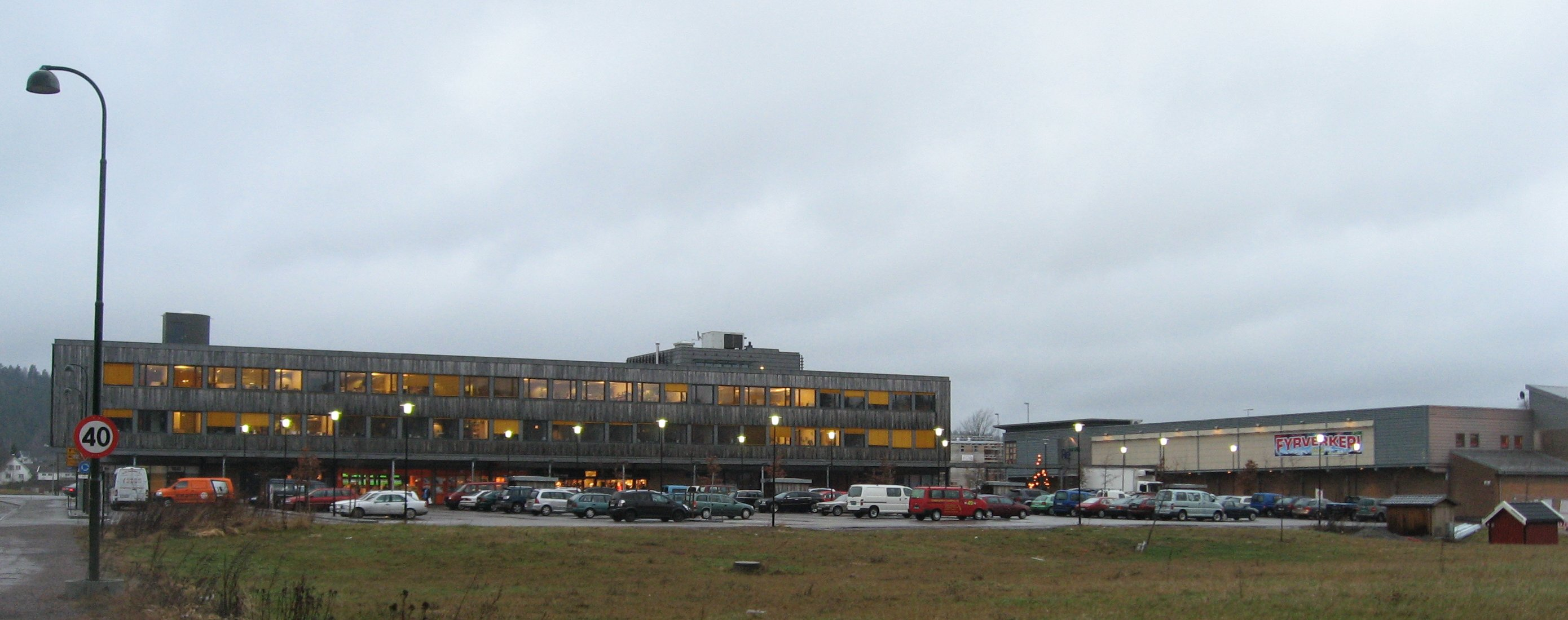
Kommunhuset i Revetal, med köpcentret till höger (2007).